# Один час с тобой
«Один час с тобой» (англ. One Hour with You) — музыкальная комедия 1932 года. Экранизация пьесы Лотаря Шмидта.

## Сюжет
Андре и Колетт Бертье счастливы в браке. Эта гармония рушится, когда Коллет представляет мужу свою подругу, кокетку по имени Митци Оливье. Андре пытается сопротивляться её авансам, но, в конце концов, не может устоять перед её обаянием и заводит с Митци роман. Так как муж Митци хочет получить развод, он следит за ней и ловит жену с поличным, после чего Андре вынужден признаться жене в измене. Однако Колетт сама принимала знаки внимания от другого мужчины, и потому супруги прощают друг друга.

## Факты
- Так как Эрнст Любич параллельно снимал антивоенную драму «Человек, которого я убил» и не мог уделять фильму полноценное внимание, руководство Paramount Pictures поставило на картину второго режиссёра, Джорджа Кьюкора, и под присмотром Любича он приступил к работе. Морис Шевалье был недоволен Кьюкором, и режиссёра едва не сняли с картины. Через две недели после запуска фильма в производство Любич вернулся к работе над фильмом и по окончании съемок потребовал, чтобы имя Кьюкора убрали из титров. Этот индицент был улажен в суде и статус Кьюкора как сорежиссёра был восстановлен, однако к тому времени картина уже вышла в прокат.
- В том же году была отснята французская версия фильма, которая получила название «Еще один час с тобой». Главные роли по-прежнему исполняли Морис Шевалье и Джанет Макдональд, которая бегло разговаривала по-французски, а Женевьеву Тобин заменила французская актриса Лили Дамита.
- Премьера фильма состоялась 22 марта 1932 года.

## В ролях
- Морис Шевалье — Докитор Андре Бертье
- Джанет Макдональд — Колетт Бертье
- Женевьева Тобин — Митци Оливье
- Роланд Янг — профессор Оливье
- Чарльз Рагглз — Адольф
- Шейла Бромли — служанка Колетты (в титрах не указана)
- Ричард Карл — Анри Дорнье, частный детектив
- Барбара Леонард — горничная Митци
- Джордж Барбье — комиссар полиции
- Дональд Новис — Крунер
- Чарльз Коулман — Марсель (в титрах не указан)
- Кент Тейлор — гость вечеринки (в титрах не указан)

## Саундтрек
- «One Hour with You» — музыка Ричарда А. Уайтинга, в исполнении Дональда Новиса, Женевьевы Тобин и Мориса Шевалье, Чарли Раггла и Джанетт Макдональд

- «Police Station Number» — музыка Джона Лейпольда
- «We Will Always Be Sweethearts» — в исполнении Жанетт Макдональд
- «What Would You Do?» — в исполнении Мориса Шевалье
- «Oh That Mitzi» — в исполнении Мориса Шевалье
- «Three Times a Day» — в исполнении Женевьевы Тобин
- «What a Little Thing Like a Wedding Ring Can Do» — в исполнении Мориса Шевалье и Жанетт Макдональд
- «It Was Only a Dream Kiss» — в исполнении Мориса Шевалье и Жанетт Макдональд

## Номинации
В 1932 году фильм номинировался на получение премии «Оскар» за лучший фильм.